# موموکو تاناکا
موموکو تاناکا (انگلیسی: Momoko Tanaka؛ زادهٔ ۱۷ مارس ۲۰۰۰) بازیکن فوتبال اهل ژاپن است.